# Acacia falcata
Espèce
Classification phylogénétique
Statut de conservation UICN

 LC  : Préoccupation mineure
Répartition géographique
Acacia falcata est une espèce de plantes à fleurs du genre Acacias et de la famille des Fabaceae. C'est un arbuste originaire d'Asie, d'Australie et de Nouvelle-Zélande.

## Description
L'espèce se présente sous forme de buisson ou d'arbuste pouvant atteindre 2 à 5 m de haut. Les feuilles simples, allongées font de 7 à 19 cm de long. Les fleurs, crèmes, apparaissent du milieu de l'hiver au début du printemps.

## Utilisation
Elle est utilisée par les Aborigènes d'Australie pour traiter les maladies de peau.